# Nanaspis ninae
Nanaspis ninae är en kräftdjursart som beskrevs av Bresciani och Lützen 1962. Nanaspis ninae ingår i släktet Nanaspis, och familjen Nanaspididae. Arten är reproducerande i Sverige.